# National Youth Theatre
Il National Youth Theatre ("Teatro Nazionale dei Giovani", spesso accreditato come NYT) è un'organizzazione nazionale no-profit con sede a Londra, che si occupa di scoprire e coltivare giovani talenti nel campo del teatro e della musica.

## Storia
Il National Youth Theatre fu fondato nel 1956 dall'attore, regista e insegnante Michael Croft, allo scopo di raccogliere attori in età scolare che recitassero professionalmente nelle produzioni Shakespeariane. La prima storica rappresentazione fu Enrico V. Ralph Richardson ne rimase affascinato, e decise di diventare il primo presidente della compagnia.
Dal 1965 il programma fu allargato alla drammaturgia moderna, il cui debutto fu celebrato al Royal Court Theatre di Londra. Dall'idea di Croft nel 1976 nacque il National Youth Music Theatre, specializzato principalmente negli spettacoli di genere musical.
Dopo la morte di Michael Croft nel 1986, il nuovo direttore Edward Wilson estese l'organizzazione anche alle classi giovanili meno abbienti e ampliò gli edifici includendo laboratori di scenografia e costumi, uno studio di registrazione e una camera oscura. Dal 2012 il direttore artistico e CEO è Paul Roseby.

## Attività
I giovani del Regno Unito di età compresa fra i 14 e i 21 anni accedono al National Youth Theatre tramite audizione. Per restare nella compagnia i membri sono tenuti a superare annualmente una prova individuale, al costo di 30 sterline, che di solito necessita di un'intensa preparazione tecnica.
L'organizzazione è finanziata da donazioni pubbliche, sponsor e sovvenzioni elargite dall'Arts Council d'Inghilterra. Effettua regolari tour su scala sia nazionale che internazionale. I membri del National Youth Theatre hanno partecipato all'Expo 2010 di Shanghai e alle cerimonie di apertura dei Giochi olimpici e paralimpici di Pechino 2008 e Londra 2012.